# Fábrica de Moreda
La Fábrica de Moreda y Gijón fue una fábrica siderúrgica ya desaparecida propiedad de la Sociedad de las Minas y fábrica de Moreda y Gijón que se ubicaba en el actual barrio de Moreda -y al que da nombre-, en Gijón (Asturias). Fue el principal motor siderúrgico de la ciudad a lo largo del siglo XX.

## Historia

### Sociedad de las minas y fábrica de Moreda y Gijón

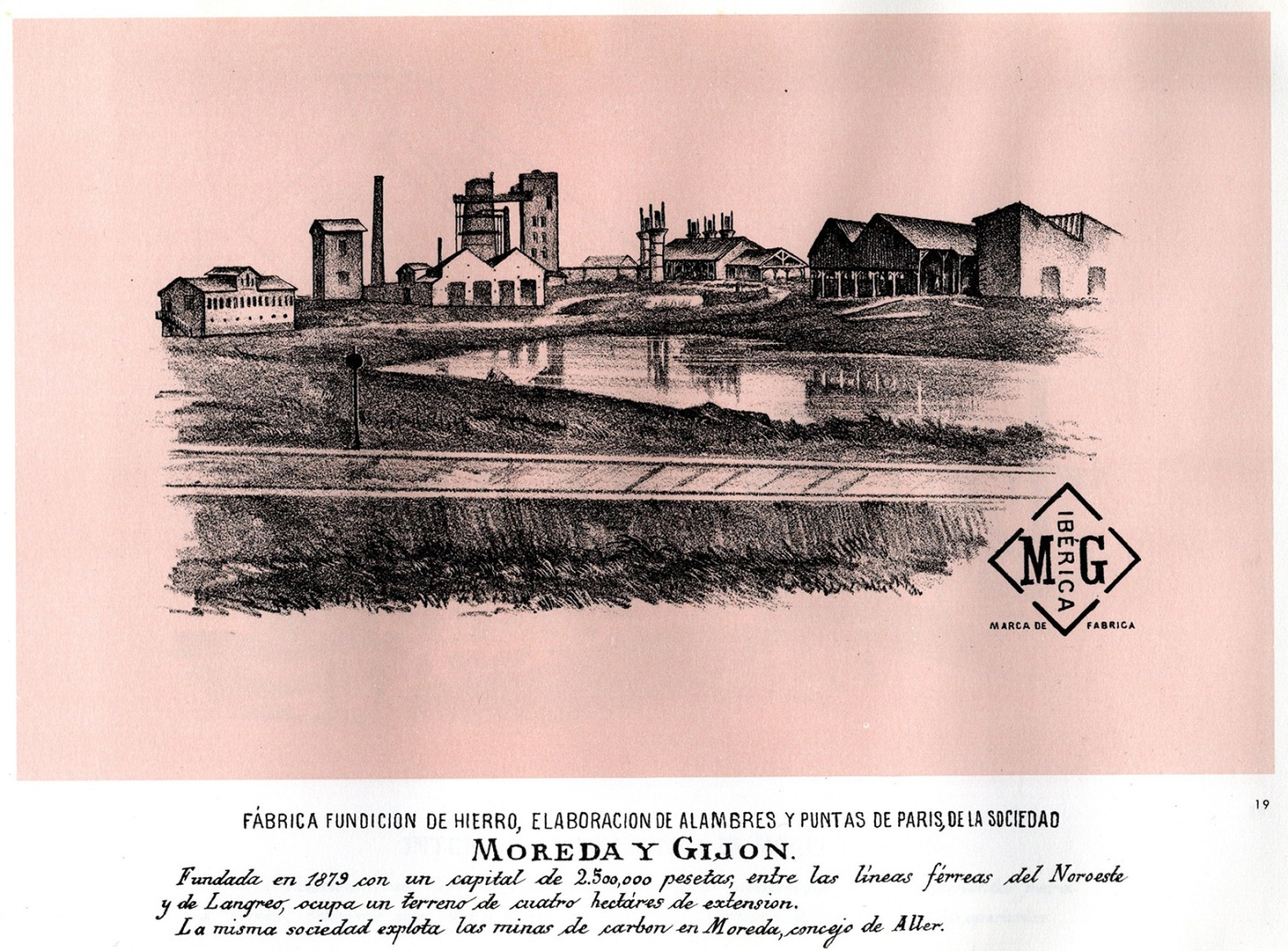
Fábrica de Moreda en la Guía ilustrada de Gijón de 1884.

En el año 1876 un grupo de banqueros e industriales franceses decidieron encargar al ingeniero, también francés, Isidore de Clausel de Coussergues un informe sobre las concesiones hulleras de Moreda (Aller) y la posibilidad de instalar allí una fundición de hierro. En el informe publicado en ese mismo año, el ingeniero francés considera como lugar más apropiado para la instalación de la fundición la localidad de Gijón. Para Clausel de Coussergues la nueva fábrica debía establecerse cerca de la línea del Ferrocarril de Langreo y del puerto marítimo; por el primero llegaría el carbón desde las minas asturianas y por el segundo el mineral de hierro desde Santander y Bilbao, así como la maquinaria. Además, otro factor importante para el francés es que Gijón ya contaba con una población suficiente para aportar mano de obra y servicios, sin tener que crear una localidad de cero en un lugar más remoto. De este modo, en 1879 se formó una sociedad por acciones, con sede en París, denominada "Sociedad de las Minas y fábricas de Moreda y Gijón" cuyo capital social inicial ascendía a unas 2.500.000 pesetas. Los terrenos elegidos para el emplazamiento de la factoría estaban situados en el término de La Braña, que en aquel entonces pertenecía a la parroquia de Tremañes, entre las líneas del Ferrocarril de Langreo y el Ferrocarril del Norte, además de la cercanía al Puerto de Gijón. En estos terrenos, de unos 37.000 m², comenzaron a instalarse ya en 1879 las oficinas, el horno alto, la trefilería y 2 trenes de laminación. Los trabajos se llevaron a cabo con toda rapidez de modo que en septiembre de 1880 tuvo lugar la inauguración del primer horno alto y en marzo de 1881 comenzó a funcionar el taller de alambre. El número de trabajadores empleados en 1883 ascendía a 350 operarios, 30 mujeres encargadas
del empaque y otras labores y 40 aprendices. El primer director de la fábrica fue el propio Isidore de Clausel y a su muerte, en 1888, le sucedió su hermano Henry de Clausel de Coussergues.

### Sociedad Industrial Asturiana Santa Bárbara

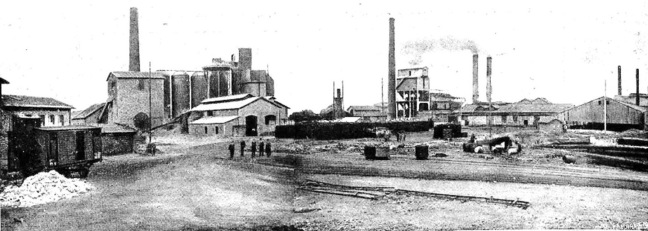
Fábrica de Moreda en 1918.

En el año 1895 se funda en Oviedo la Sociedad Industrial Asturiana Santa Bárbara con un capital de 10.000.000 de pesetas por iniciativa de Hermógenes Olivares, Policarpo Herrero y José Tartiere. Estos dos últimos pasarán a ser presidente de la sociedad y director gerente respectivamente. Es en el año 1899 cuando esta compañía se hace con la Fabrica de Moreda y Gijón por 3.000.000 de pesetas, con un alto horno de 80 toneladas, empleando en ese momento a 700 trabajadores y llegando al millar de obreros en los años 20. Es en esta época cuando los terrenos adquiridos en el año de su creación tuvieron que ser ampliados, de modo que en 1899 disponía ya de 81.200 m² y en 1936 alcanzó los 111.200 m². El exalcalde de Bilbao e ingeniero Pablo de Alzola y Minondo situaba en 1898 a la factoría como la quinta de España por su producción de hierro y la segunda de Asturias, por detrás de la Fábrica de La Felguera.

### Unión de Siderúrgicas Asturias, SA
En mayo de 1961 se crea Uninsa a partir de las acciones referentes a la producción de acero de Duro Felguera, Fábrica de Mieres S.A. y S.I.A. Santa Bárbara, además uno de los objetivos era el de construir una nueva y moderna planta siderúrgica a las afueras de Gijón, no muy lejos de donde se levantó unos años antes Ensidesa, cerca de Avilés. Con esto Asturias se convertía indiscutiblemente en la principal región siderúrgica de España, ya que en el año 1966 es construida la factoría de Veriña.

### Empresa Nacional Siderúrgica, SA
En 1985 y tras llevar desde 1973 integrada en Ensidesa la fábrica cerró, al igual que ocurrió en 1983 con la Fábrica de La Felguera y una década antes con la Fábrica de Mieres.
Sobre el terreno que ocupaba la factoría se ubicaron viviendas, comercios y un parque, dando lugar en la década de los 90 al barrio de Moreda.